# Planet's Edge
Planet's Edge est un jeu vidéo de rôle développé et publié par  New World Computing en 1992 sur PC. Le jeu se déroule dans un univers de science-fiction et retrace la tentative par les scientifiques d’une base lunaire de faire réapparaitre la Terre qui a disparu à la suite d'une expérience menée par des extraterrestres. Le jeu débute sur la base lunaire où le joueur recrute d’abord un équipage de quatre personnages avant de choisir leurs équipements. Il peut ensuite sélectionner le matériel à embarquer à bord de son vaisseau puis partir explorer différents système solaires avec ce dernier. En cours de route, il peut rencontrer des vaisseaux extraterrestres qui peuvent lui fournir de l’aide ou au contraire l’attaquer. Il peut également débarquer sur différentes planètes afin de les explorer,,.

## Accueil
| Planet’s Edge |      |       |
| Média         | Pays | Notes |
| Gen4          | FR   | 85%   |
| Joystick      | FR   | 95 %  |